# Mistrovství České republiky v cyklokrosu 2011
Mistrovství České republiky v cyklokrosu 2011 se konalo 8. ledna 2011 v Hlinsku.
Mistrovství bylo 8 a zároveň posledním závodem sezony 2010/11 českého poháru v cyklokrosu. Závodu se zúčastnili 
závodníci kategorií elite a do 23 let. Okruh závodu měřil 2 500 m a závodníci ho absolhovali jedenáctkrát. Všech 33 závodníků závod dokončilo.

## Přehled
| Poř.             | Jméno            | Čas         |
| ---------------- | ---------------- | ----------- |
| Zlatá medaile    | Zdeněk Štybar    | 1:04:45 h   |
| Stříbrná medaile | Martin Zlámalík  | + 00:52 min |
| Bronzová medaile | Jaroslav Kulhavý | + 01:19 min |
| 4                | Petr Dlask       | + 02:04 min |
| 5                | David Kášek      | + 02:16 min |
| 6                | Vladimír Kyzivát | + 02:29 min |